# Tomas Tranströmer
Tomas Tranströmer (15 tháng 4 năm 1931 tại Stockholm, Thụy Điển - 26 tháng 3 năm 2015) là một nhà thơ, nhà văn và dịch giả người Thụy Điển, thơ của ông đã được dịch ra hơn 60 thứ tiếng.. Ông đã đoạt Giải văn học của Hội đồng Bắc Âu năm 1990, Giải văn học quốc tế Neustadt năm 1990 và được trao giải Nobel Văn học năm 2011 vì "Tomas Tranströmer được vinh danh vì lối kể chuyện súc tích của ông đã mang chúng ta đến gần hơn với những suy nghĩ thực tại".

## Thời trẻ
Tomas Transtromer sinh ngày 15 tháng 4 năm 1931 tại Stockholm (Thụy Điển) và được mẹ nuôi dưỡng do cha mẹ cậu ly hôn, mẹ ông là một giáo viên.. 
Ông đã học trung học của ông tại trường Latin Södra ở Stockholm, nơi ông bắt đầu làm thơ. Ngoài việc lựa chọn tạp chí ấn phẩm, bộ sưu tập đầu tiên của bài thơ, 17dikter được xuất bản vào năm 1954. Ông tiếp tục học tại Đại học Stockholm, tốt nghiệp ngành tâm lý học vào năm 1956 với nghiên cứu bổ sung lịch sử, tôn giáo, và văn học. Trong các năm 1960 và 1966, Tranströmer chia thời gian của mình giữa làm việc như một nhà tâm lý học tại trung tâm Roxtuna cho người chưa thành niên phạm tội và viết thơ.
Lúc lên 13 tuổi, Tomas Tranströmer đã làm quen với việc sáng tác thơ và đến năm 23 tuổi, Tomas Tranströmer xuất bản tuyển tập thơ đầu tiên có tựa đề Những vần thơ tuổi 17.
Năm 1990, Tomas Tranströmer trải qua cơn đột quỵ nặng nhưng sau đó vẫn không từ bỏ niềm đam mê sáng tác. Ông từng nhận được nhiều giải thưởng uy tín nhất của làng văn chương thế giới như: Giải Bonnier (của Estonia) lĩnh vực thơ, Giải quốc tế Neustadt (Mỹ) dành cho văn học, Petrarca-Preis (Đức), Vòng hoa vàng tại Đại hội thi ca quốc tế Struga Poetry Evenings (Romania), Swedish Award trong Diễn đàn Thi ca Quốc tế, giải Thành tựu trọn đời của giải Thơ ca Griffin (Canada)…
Ngoài sáng tác văn chương, trước khi bị đột quỵ, Tomas Tranströmer còn được biết đến là nhà tâm lý học làm việc trong những trại giam dành cho trẻ vị thành niên và là bác sĩ tâm lý của những phạm nhân tàn tật, nghiện ma túy. Những đóng góp của ông dành cho xã hội là điều vô giá, xuất phát từ chính tâm hồn nhạy cảm và lòng trắc ẩn của tác giả tài năng này.
Trước khi nhận giải Nobel Văn học 2011, Tranströmer đã được đề cử Nobel liên tục từ năm 2008.

## Tác phẩm

### Các tập thơ
- 17 dikter (Những vần thơ tuổi 17, 1954)
- Hemligheter på vägen (Những bí mật trên đường, 1958)
- Den halvfärdiga himlen (Bầu trời một nửa đã xong, 1962)
- Klanger och spår (Tương đồng và dấu ấn, 1966)
- Mörkerseende (Nhìn vào bóng tối, 1970)
- Stigar (Đường dẫn, 1973)
- Östersjöar (Biển Baltic, 1974), trường ca
- Sanningsbarriären (Rào cản của chân lý, 1978)
- Det vilda torget (1983)
- För levande och döda (Cho người sống và cho kẻ chết, 1989)
- Sorgegondolen (Vòng hoa vàng, 1996), còn có tên là Du thuyền tang lễ
- Fängelse (Nhà tù, 2001)
- Den stora gåtan (Bí mật vĩ đại, 2004)

### Khác
- Minnena ser mig (1993), hồi ký
- Air Mail: Brev 1964-1990 (2001), thư từ
- Galleriet: Reflected in Vecka nr.II  (2007), lí luận

## Một số bài thơ
| Tháng tư và im lặng Mùa xuân hoang vu. Một rãnh nước màu nhung sẫm Bò sát bên cạnh ta không hình phản ánh. Chỉ một thứ duy nhất lấp lánh là những bông hoa màu vàng. Chiếc bóng mang ta đi như chiếc vĩ cầm trong chiếc hộp màu sẫm tối. Điều duy nhất mà ta muốn nói lóe lên ngoài tầm đạt tới như đồ bạc ánh lên ở người cho vay nặng lãi. Cung Đô trưởng Khi chàng trở về từ nơi hò hẹn tuyết xoáy giữa không trung. Mùa đông đã đến trong khi họ nằm cùng Đêm tỏa hào quang ngời sáng. Chàng dường như chạy với vẻ hân hoan Đường khắp thành phố chỉ toàn đi xuống. Chàng mỉm cười với người qua đường tất cả mỉm cười sau cổ áo mở tung. Tự do là thế! Tất cả dấu hỏi hát về sự tồn tại của Chúa Trời. Chàng nghĩ vậy. Tiếng nhạc vang lên và bước đi trong tuyết xoáy bằng những bước thong dong. Cuộc dạo chơi dưới cung Đô trưởng. La bàn run rẩy hướng về Đô trưởng. Một giờ hướng về phía bắc bởi niềm đau. Thật dễ dàng biết bao! Tất cả mỉm cười từ sau cổ áo. Espresso Cà phê đen trên quán cà phê vỉa hè với bàn ghế, như côn trùng, rực rõ. Những giọt cà phê đen quý giá chất đầy một sức mạnh Có và Không. Được bưng ra từ nơi tối như bưng nó nhìn mặt trời mà không chớp mắt. Giữa ánh sáng ban ngày – tươi mát một chấm đen chảy tuột nhanh vào kẻ thực khách tái nhợt. Giống như những giọt đen sâu sắc đôi khi chúng tìm bắt những linh hồn. Tạo nên một cú đẩy hữu ích: Đi anh! Nguồn cảm hứng – trong những đôi mắt mở rộng. Hai người Họ tắt đèn, và chao đèn màu trắng chập chờn thêm một khoảnh khắc trước khi hòa tan như viên thuốc trong ly. Sau bật dậy. Tường khách sạn hướng về phía trời đêm. Cơn say tình đã dịu đi, và họ ngủ nhưng những ý nghĩ kín thầm tìm đến với nhau giống như khi hai màu sắc hòa thành một màu trên giấy ướt, trong bức tranh cậu học trò vừa vẽ. Tối và yên lặng. Nhưng thành phố dường như tiếp cận trong đêm. Cửa sổ tối. Xích lại những ngôi nhà Chúng như đứng sát bên nhau, và đợi chờ đám đông với những gương mặt vô cùng hờ hững. Sau cái chết Từng có một cú sốc Như sao chổi bỏ lại cái đuôi dài, nhạt và lung linh Bao phủ lấy ta. Làm mờ màn ảnh máy thu hình. Thành những giọt sương lạnh đậu trên dây điện thoại. Còn có thể trượt tuyết dưới mặt trời mùa đông giữa cánh rừng còn vương nhiều chiếc lá. Như những trang xé từ trong danh bạ mà băng giá đã làm mờ nhạt tuổi tên. Thật tuyệt khi còn nghe tiếng đập con tim Nhưng thường xuyên bóng thực hơn thể xác. Samurai ảo mờ nâng kiếm thép Sau giáp bào lấp lóa vảy rồng đen. Những vách đá đại bàng Sau lớp kính lồng loài bò sát lạ lùng nằm im không cử động. Người phụ nữ giặt áo quần rồi phơi trong lặng yên. Cái chết vô cùng tĩnh lặng. Tâm trí tôi chơi vơi ở nơi sâu tận cùng đang bơi nhẹ nhàng như ngôi sao chổi. Vermeer Thế giới không có mái che. Tiếng động từ bên kia bức tường quán nhậu bắt đầu bằng tiếng cười ồn, tiếng rít của răng tiếng chuông đồng hồ và tin về cái chết mà khi nghe thấy ai ai cũng đều run bần bật. Một tiếng nổ vang và tiếng bước chân của những người cứu hộ muộn màng những con tàu lớn đậu trên sông tiền chui vào túi không phải của những người cần những đòi hỏi chất đống lên đòi hỏi hoa màu đỏ linh cảm mồ hôi của chiến tranh. Từ quán, xuyên qua bức tường đi thẳng vào phòng vào cái khoảnh khắc sẽ kéo dài bằng cả trăm năm. Những bức tranh có tên “Giờ học nhạc” hoặc “Cô gái ngồi đọc thư bên cửa sổ mặc áo màu xanh” – cô mang thai tám tháng, hai con tim đập trong người mình. Bức tường phía sau cô treo tấm bản đồ Terra Incognita – miền đất lạ. Hơi thở bình yên… Một tấm vải lạ lẫm màu xanh được đính vào chiếc ghế từ phía sau lưng. Những chiếc đinh vàng bay vun vút rồi bỗng lặng ngừng giữa không khí như là bất động mà chưa từng là gì khác. Đôi tai nghe ra tiếng động của chiều cao và chiều sâu cùng lúc. Đấy là áp lực từ phía bên kia của bức tường. Nó phơi bày mỗi sự việc ra giữa không trung và làm cho vững chắc thêm từng nét bút. Thật đau đớn phải đi qua những bức tường bạn chịu tổn thương nhưng điều này cần thiết lắm Thế giới là một. Nhưng có những bức tường… Những bức tường là một phần của bạn tất cả mọi người đều thế – dù bạn có đoán mò đoán mẫm – ngoại trừ trẻ con. Đối với trẻ con không có những bức tường. Bầu trời thoáng đãng dựa vào bức tường. Hướng vào khoảng không như là cầu nguyện. Và quay mặt hướng về phía chúng ta – khoảng không và thì thầm: “Tôi không phải là trống không, tôi là mở rộng”. Bản dịch của Hồ Thượng Tuy | April och Tystnad Våren lig ger öde. Det sammetsmörka diket krälar vid min sida utan spegelbilder. Det enda som lyser är gula blommor. Jag bärs i min skugga som en fiol i sin svarta låda. Det enda jag vill säga glimmar utom räckhåll som silvret hos pantlånaren. C-dur När han kom ner på gatan efter kärleksmötet virvlade snö i luften. Vintern hade kommit medan de låg hos varann. Natten lyste vit. Han gick fort av glädje. Hela staden sluttade. Förbipasserande leenden - alla log bakom uppfällda kragar. Det var fritt! Och alla frågetecken började sjunga om Guds tillvaro. Så tyckte han. En musik gjorde sig lös och gick i yrande snö med långa steg. Allting var på vandring mot ton C. En darrande kompass riktad mot C. En timme ovanför plågorna. Det var lätt! Alla log bakom uppfällda kragar. Espresso Det svarta kaffet på uteserveringen med stolar och bord granna som insekter. Det är dyrbara uppfångade droppar fyllda med samma styrka som Ja och Nej. Det bärs fram ur dunkla kaféer och ser in i solen utan att blinka. I dagsljuset en punkt av välgörande svart som snabbt flyter ut i en blek gäst. Det liknar dropparna av svart djupsinne som ibland fångas upp av själen. som ger en välgörande stöt: Gå! Inspiration att öppna ögonen. Paret De släcker lampan och dess vita kupa skimrar ett ögonblick innan den löses upp som en tablett i ett glas mörker. Sedan lyftas. Hotellets väggar skjuter upp i himmelsmörkret. Kärlekens rörelser har mojnat och de sover men deras hemligaste tankar möts som när två färger möts och flyter in i varann på det våta papperet i en skolpojksmålning. Det är mörkt och tyst. Men staden har ryckt närmare i natt. Med släckta fönster. Husen kom. De står i hopträngd väntan mycket nära, en folkmassa med uttryckslösa ansikten. Efter någons död Det var en gång en chock som lämnade efter sig en lång, blek, skimrande kometsvans. Den hyser oss. Den gör TV—bilderna suddiga. Den avsätter sig som kalla droppar på luftledningarna. Man kan fortfarande hasa fram på skidor i vintersolen mellan dungar där fjolårslöven hänger kvar. De liknar blad rivna ur gamla telefonkataloger— abonnenternas namn uppslukade av kölden. Det är fortfarande skönt att känna sitt hjärta bulta. Men ofta känns skuggan verkligare än kroppen. Samurajen ser obetydlig ut bredvid sin rustning av svarta drakfjäll. Örnklippan Bakom terrariets glas reptilerna underligt orörliga. En kvinna hänger tvätt i tystnaden. Döden är vindstilla. I markens djup glider min själ tyst som en komet. Vermeer Ingen skyddad värld... Strax bakom väggen börjar larmet börjar värdshuset med skratt och kvirr, tandrader tårar klockornas dån och den sinnesrubbade svågern, dödsbringaren som alla måste darra för. Den stora explosionen och räddningens försenade tramp båtarna som kråmar sig på redden, pengarna som kryper ner i fickan på fel man krav som staplas på krav gapande röda blomkalkar som svettas föraningar om krig. Därifrån och tvärs genom väggen in i den klara ateljén in i sekunden som får leva i århundraden. Tavlor som kallar sig ”Musiklektionen” eller ”Kvinna i blått som läser ett brev” – hon är i åttonde månaden, två hjärtan sparkar i henne. På väggen bakom hänger en skrynklig karta över Terra Incognita. Andas lugnt... En okänd blå materia är fastnaglad vid stolarna. Guldnitarna flög in med oerhörd hastighet och tvärstannade som om de aldrig varit annat än stillhet. Det susar i öronen av antingen djup eller höjd. Det är trycket från andra sidan väggen. Det får varje faktum att sväva och gör penseln stadig. Det gör ont att gå genom väggar, man blir sjuk av det men det är nödvändigt. Världen är en. Men väggar... Och väggen är en del av dig själv – man vet det eller vet det inte men det är så för alla utom för små barn. För dem ingen vägg. Den klara himlen har ställt sig på lut mot väggen. Det är som en bön till det tomma. Och det tomma vänder sitt ansikte till oss och viskar ”Jag är inte tom, jag är öppen”. |

Madrigal
Tôi được thừa kế một khu rừng tối mà tôi ít khi đến nơi đây. Nhưng sẽ đến một ngày, khi người chết sẽ thế chỗ cho người sống. Thì khi đó rừng của tôi sẽ chuyển động. Và chúng ta vẫn hãy còn hy vọng. Những tội ác nghiêm trọng nhất vẫn không được vạch trần bất chấp những nỗ lực của công an. Trong cuộc sống của mỗi chúng ta thì cũng thế, luôn có một tình yêu lớn không hề được tiết lộ. Tôi được thừa kế một khu rừng tối nhưng hiện tại tôi dạo chơi trong một khu rừng khác có ánh sáng ngập tràn. Mọi sinh linh đang vẫy vùng, run rẩy và hát lên. Đó là một mùa xuân và không khí tràn ngập mùi hương. Tôi từng tốt nghiệp trường Đại học lãng quên và đôi bàn tay của tôi trống không như chiếc áo trên chiếc dây phơi quần áo. 
Madrigal
Jag ärvde en mörk skog dit jag sällan går. Men det kommer en dag när de döda och levande byter plats. Då sätter sig skogen i rörelse. Vi är inte utan hopp. De svåraste brotten förblir ouppklarade trots insats av många poliser. På samma sätt finns någonstans i våra liv en stor uoppklarad kärlek. Jag ärvde en mörk skog men idag går jag i en annan skog, den ljusa. Allt levande som sjunger slingrar viftar og kryper! Det är vår och luften är mycket stark. Jag har examen från glömskans universitet och är lika tomhänt som skjortan på tvättstrecket.